# Green Heritage Fund
Green Heritage Fund (GHF Suriname) is een Surinaams natuurbeschermingsorganisatie en onderzoeksinstituut. De organisatie vangt luiaards, gordeldieren, stekelvarkens en miereneters op, houdt expedities voor de de bewustwording van het leven van dolfijnen en zeekoeien, geeft voorlichting over natuurbehoud, duurzaamheid en klimaatverandering, en verricht onderzoek. De hoofdvestiging bevindt zich in Parmaribo en er is een Sloth Wellness Center in Groningen in Saramacca.

## Geschiedenis
De organisatie werd in 2005 opgericht door Monique Pool. Ze had toen contact met de dierenbescherming en bood aan een alleengelaten luiaard in huis te nemen. Het werd de start van een dierenopvangcentrum voor luiaards. De oprichting van Green Heritage Fund was nog hetzelfde jaar een feit. Ze zei in 2013 dat ze hoopte dat haar organisatie uiteindelijk zou uitgroeien tot de grootste milieuorganisatie van Suriname.
Ze bouwde haar kennis uit met hulp van buitenlandse deskundigen en groeide uit tot een luiaarddeskundige. GHF wordt gebeld door de politie, brandweer en zelfs Paramaribo Zoo wanneer er luiaards gewond zijn of zich in problemen bevinden. Tot en met 2022 heeft GHF Suriname meer dan duizend luiaards voor de dood weggehaald. In 2012 werd de grootste reddingsactie uitgevoerd. Een terrein zou ontbost worden dat het leefgebied vormde van 14 dieren. Bij elkaar redde GHF daar 160 luiaards en nog 40 andere dieren.
De opvang van dieren gebeurde in de eerste jaren in het huis van Pool, tot in 2017 het Sloth Wellness Center in Groningen in Saramacca werd geopend (sloth is Engels voor luiaard). Het bestaat uit zeecontainers die als intensive care dienen waarop als onderkomen een houten geraamte rust. Doordat het centrum aan het bos grenst, kunnen de luiaards makkelijk uitgezet worden. Daarnaast is er een educatiecentrum.

## Werkgebied
GHF zet zich niet alleen voor luiaards in, maar ook voor gordeldieren, stekelvarkens en miereneters. Verder werkt de organisatie aan de bewustwording van het leven van dolfijnen en zeekoeien. Er is gratis ondersteuning van verschillende dierenartsen; een van hen heeft training gehad van een arts van het Zeehondencentrum Pieterburen in Nederland.
Green Heritage Fund werkte meermaals met Support Recycling Suriname en Rotary mee bij het opruimen van zwerfafval. Tijdens Wereld Mangrove Dag op 26 juli in 2022 werd een mini-mangrovebeurs georganiseerd in Nickerie. Verder worden expedities naar rivieren en de oceaan georganiseerd, voorlichting gegeven over dieren, natuurbehoud, duurzaamheid en klimaatverandering, en wordt aan onderzoek gedaan.